# Hans Christian Hansen
Hans Christian Hansen (Copenhaguen, 20 d'abril de 1803 – Copenhaguen, 2 de maig de 1883) va ser un arquitecte danès historicista (segons Edward Lucie, historicista fa referència a estils artístics que prenen com a inspiració els estils històrics o dels artesans) majorment Classicista, romà d'Orient i Renaixentista, després d'acabar els estudis a Itàlia i Grècia, el 1834 es va convertir en l'Arquitecte de la Cort Grega a Atenes (1834-1843), on va treballar fent recerca arqueològica (va reconstruir el Temple de Niké Apteros) i dissenyant bona part dels edificis més importants, i es podria dir que va estar involucrat en la transformació d'Atenes, des d'un petit poble fins a la metròpolis que avui coneixem.
Més tard va tornar a Dinamarca, on es va convertir en professor a la Reial Acadèmia de Belles Arts Danesa i va ser l'encarregat de dissenyar edificis com l'Hospital Municipal de Copenahgen i l'Observatori Østervold.
El seu germà Theophilius Hansen també va ser un arquitecte amb renom internacional amb gran activitat de treballs a Atenes i Viena. És gràcies als dos que avui Atenes tingui alguns dels millors edificis del món.

## Biografia

### Primers anys i carrera
Durant la primera etapa de la seva vida a Copenhaguen, va assistir a l'Acadèmia de Belles Arts Danesa, on va rebre classes de Christian Frederik Hansen, l'arquitecte per excel·lència de l'època, i Gustav Friederich Hetsch.
El primer li va ensenyar un enfocament racional a l'arquitectura, mentre que Hetsch li va presentar a en Schinkel, les influències del qual va portar a Dinamarca.
El 1832, va ser premiat amb la medalla d'or de l'Academia i un viatge d'estudis. Abans d'anar a Grècia, es va passar dos anys a Itàlia, entre Roma i Sicília.

### Vida a Atenes
Hansen va arribar a Atenes just després que Grècia aconseguís la independència de l'Imperi Otomà, Atenes sent escollida la ciutat del que seria la nova Grècia, sent una petita vila de pocs milers d'habitants, per raons històriques i sentimentals. Ell era un dels encarregat de portar a terme el necessari canvi de vila a metròpolis. Va ser nomenat arquitecte de la cort (1834) pel rei Otto, i no va ser fins a 1838 que el seu germà Theophilus va poder entrar-hi.
L'edifici més emblemàtic d'en Christian Hansen a Atenes és l'edifici principal de la Universitat Nacional d'Atenes, la seva construcció va començar el 1839 amb finançada amb una campanya de recol·lecta. Va esser inaugurat el 1841, tot i no estar complet, les obres van acabar el 1864, degut a la falta d'ingresos.
D'estil classicista neohelenístic, ha estat una important font d'inspiració a altres edificis de l'època, especialment a Alemanya. Forma part de la coneguda Trilogia Atenenese, la qual va ser finalitzada pel seu germà, junt amb l'Acadèmia d'Atenes i la Biblioteca Nacional de Grècia.
Hansen també va dissenyar cases privades I esglésies, entre ells l'Església Angelical de Sant Pablo, on mescla estils Victorians i Gòtics.
Els seus treballs també comprenen investigacions i excavacions arqueològiques; juntament amb l'arquitecte alemany Eduard Schaubert, va excavar i reconstruir el Temple de Athena Nike, a l'Acròpolis; també va contribuir a la compilació de material a les investigacions de Joseph Hoffer sobre la curvatura horitzontal i les correccions òptiques en els temples Grecs.
La reputació d'en Hansen es va expandir fora de Grècia, el 1850 li van encarregar la construcció de la base marina Austrian Lloyd a Trieste, la qual va ser construïda de 1852 a 1856, amb disseny d'arcs arrodonits amb detalls de l'arquitectura romana d'Orient.

### Tornada a casa i treball posterior
Després de la revolta d'Atenes de 1843, un fort moviment nacionalista va dificultar el treball als estrangers, el que va fer que el 1851 tornes a Dinamarca després de quasi vint anys fora de casa. Va ser designat Inspector Reial d'Edificació per a Funen i les illes col·lindants, però va haver de deixar el càrrec degut a la construcció a Trieste.
El 1867 es va convertir en membre de l'Academia a Copenhagen, i Inspector Reial d'Edificació a Zealand, Lolland i Falster. Més tard aquell mateix any va ocupar el càrrec més important d'arquitectura a l'Acadèmia, per la mort de Muchael Gottlieb Bindsebøll.
Tot i les seves creacions a l'estranger, Hansen no va obtenir un paper important a Dinamarca. A Copenhaguenva construir l'Hospital Municipal, amb disseny d'arcs arrodonits. L'Observatori de Østervold va ser construït sobre les fortificacions de la ciutat, per substituir l'observatori astronòmic a la Rundetårn.
Va dissenyar el Museu Zoologic a Krystalgade per a la Universitat de Copenhaguen, en un estil renaixentista.
Christian Hansen va morir el 1883 i està enterrat al Cementiri d'Assistens.

## Edificis emblemàtics
- The Mint, Atenes (1834–6)
- Universitat Nacional i Kapoditriana d'Atenes, Atenes (1837–50)
- Església de St. Paul, Atenes (1838–1841)
- Eye Clinic, Athens
- Palau del Príncep, Atenes
- Hotel per a Austrian Lloyd, Loutraki, Grècia
- Arsenal i Port, Trieste (1852–56),
- Hospital Municipal de Copenhagen, Copenhagen (1856–63)
- Observatori d'Østervold, Copenhagen (1859–61)
- Museum of Zoology, Krystalgade, Copenhagen (1863–1869)
- Valkendorfs Kollegium (residència estudiantil), Sankt Peders Stræde, Copenhagen (1865–66)
- Balneari Romà, Tordenskjoldsgade, Copenhagen (1868, since rebuilt)
- Església de St. Nicolai, Holbæk, (1868–72)
- Monestir de Christiansdal, Næstved (1870–71)
- Hospital de St. Joseph, Griffenfeldsgade, Copenhagen (1873–75)
- Palm House complex, University of Copenhagen Botanical Garden (1874)